# تحقيق المحكمة الجنائية الدولية في فلسطين

شعار المحكمة الجنائية الدولية

تحقيق المحكمة الجنائية الدولية في فلسطين هو تحقيق أعلنت عنه المدعي العام للمحكمة الجنائية الدولية فاتو بنسودة في 20 ديسمبر 2019 للتحقيق في جرائم الحرب التي ارتكبت خلال النزاع الإسرائيلي الفلسطيني.

## الخلفية
في عام 2009، قدمت السلطة الفلسطينية طلبًا إلى المحكمة الجنائية الدولية بشأن قبول اختصاص المحكمة فيما يتعلق بالجرائم المرتكبة منذ عام 2002. وبعد ذلك بثلاث سنوات تقريبًا، قرر مكتب المدعي العام عدم فتح تحقيق حول الوضع في فلسطين حتى يقدم مجلس الدول الأطراف في المحكمة أو الأمم المتحدة توضيحات حول قضية دولة فلسطين.
في 29 نوفمبر 2012، أُصدر قرار الجمعية العامة للأمم المتحدة رقم 67/19، تم بموجبه رفع مستوى فلسطين إلى «دولة مراقب غير عضو» في الأمم المتحدة. لذلك تم وصف التغيير في الوضع بأنه «اعتراف فعلي بدولة فلسطين ذات السيادة».
في مقال رأي عام 2014، قال المدعي العام إنه نتيجة لهذا الوضع الجديد، يمكن لدولة فلسطين أن تنضم الآن إلى نظام روما الأساسي للمحكمة الجنائية الدولية. بدأ التحقيق الأولي في عام 2015. تبين أن إسرائيل ليست عضوًا في المحكمة الجنائية الدولية، ولكن تم السماح لدولة فلسطين بالانضمام إليها في عام 2015. قالت إسرائيل أن المحكمة ليس لها سلطة قضائية لأن دولة فلسطين ليست دولة ذات سيادة. رفضت بنسودة فتح تحقيقات في الهجوم الإسرائيلي على أسطول الحرية عام 2010 في ثلاث مناسبات.

## التقرير
وفق بنسودة، فقد تم استيفاء معايير التحقيق الكامل، ولكن لم يتم تحديد الاختصاص القضائي. قالت بنسودة: «أنا راضٍ عن ارتكاب جرائم حرب أو ارتكابها في الضفة الغربية، بما فيها القدس الشرقية وقطاع غزة».
وفقاً لتقرير بنسودة، فإن النظام القضائي الإسرائيلي ينص بالفعل على معاقبة المتهمين بارتكاب جرائم حرب - وهذا يعني أن المحكمة الجنائية الدولية قد لا يكون لها اختصاص على الانتهاكات الإسرائيلية المزعومة؛ كتبت بنسودة أنها ستضطر إلى مواصلة مراجعة «نطاق وصدق الإجراءات المحلية ذات الصلة» التي لا تزال جارية. كما وجدت بنسودة «أساسًا معقولًا للاعتقاد بأن أعضاء حماس والجماعات الفلسطينية المسلحة» مذنبون بارتكاب جرائم حرب، لكن هذه الجماعات ليس لديها آلية للمعاقبة على مثل هذه الانتهاكات.
تُتَهم إسرائيل بإقامة مستوطنات غير قانونية في الضفة الغربية وانتهاك قوانين الحرب خلال الحرب على غزة 2014، بما في ذلك استهداف منشآت الصليب الأحمر.

## التطورات
ندد رئيس الوزراء الإسرائيلي بنيامين نتنياهو بالتحقيق ووصفه بأنه «يوم أسود للحقيقة والعدالة» و «معاداة السامية»، بينما نددت صحيفة يديعوت أحرونوت الإسرائيلية بنفاق «لاهاي» في عنوان رئيسي. في مقابلة مع تايمز أوف إسرائيل بنسودة وصفت تهمة معاداة السامية بأنها «اتهام مؤسف بشكل خاص لا أساس له» وأكدت أن المحكمة تسعى إلى أن تكون نزيهة ومحايدة.
صرح وزير خارجية الولايات المتحدة مايك بومبيو، «نحن نعارض بشدة هذا وأي عمل آخر يهدف إلى استهداف إسرائيل بشكل غير عادل». جادل أستراليا بأن القضايا يجب أن تحل عن طريق المفاوضات، في حين ذكرت ألمانيا أنها تثق في المحكمة وتريد تجنب تسييس القضية. أعلنت المجر أنها تتفق مع حجج إسرائيل حول الاختصاص القضائي.
أصدرت دولة فلسطين بيانًا أعلنت فيه أن «فلسطين ترحب بهذه الخطوة كخطوة طال انتظارها لدفع العملية قدما نحو التحقيق، بعد ما يقرب من خمس سنوات طويلة وصعبة من التحقيق الأولي». في 16 مارس 2020، طلبت بنسودة شهرًا آخر لبحث مسألة الدولة الفلسطينية والولاية القضائية على الضفة الغربية وغزة والقدس الشرقية. قدمت حوالي 50 دولة ومنظمة غير حكومية مثل هذه المذكرات للنظر فيها، وفي 29 أبريل 2020، قدم أكثر من 180 منظمة فلسطينية ودولية، وأفراد رسالة مفتوحة لدعم فلسطين. في 30 أبريل 2020، وقفت بنسودة أمام استنتاجها الأولي، وكتبت «لقد نظر الادعاء بعناية في ملاحظات المشاركين ولا يزال يرى أن للمحكمة اختصاصًا على الأرض الفلسطينية المحتلة».

## التحقيقات

### مذكرات اعتقال
في 21 نوفمبر 2024، أصدرت المحكمة الجنائية الدولية مذكرات اعتقال بحق رئيس الوزراء الإسرائيلي بنيامين نتنياهو وَوزير الدفاع السابق يوآف غالانت وَالقائد العام لكتائب الشهيد عز الدين القسام الجناح العسكري لحركة المقاومة الإسلامية (حماس) محمد الضيف، بتهمة ارتكاب جرائم حرب وَجرائم ضد الإنسانية خلال النزاع المستمر. يشمل القرار جميع الدول الأعضاء في المحكمة، مما يحد من تحركات نتنياهو دوليًا، على الرغم من أن إسرائيل وَالولايات المتحدة ليستا من الدول الموقعة على الاتفاقية.